# Ogdensburg (New York)
Ogdensburg je město v okrese St. Lawrence County ve státě New York ve Spojených státech amerických.
V roce 2010 zde žilo 11 128 obyvatel. S celkovou rozlohou 21,1 km² byla hustota zalidnění 527,39 obyvatel na km².